# Cryptorhopalum aspilon
Cryptorhopalum aspilon är en skalbaggsart som beskrevs av William James Beal 1985. Cryptorhopalum aspilon ingår i släktet Cryptorhopalum och familjen ängrar. Inga underarter finns listade i Catalogue of Life.